# Aușeu
Aușeu (in ungherese Kisősi) è un comune della Romania di 3 073 abitanti, ubicato nel distretto di Bihor, nella regione storica della Transilvania.
Il comune è formato dall'unione di 6 villaggi: Aușeu, Cacuciu Vechi, Codrișoru, Gheghie, Groși, Luncșoara.